# أندريغو أوليفيرا دو أراخو
أندريغو أوليفيرا دو أراخو (بالبرتغالية: Andrigo) (27 فبراير 1995 في البرازيل - ) هو لاعب كرة قدم برازيلي في مركز الوسط. شارك مع منتخب البرازيل تحت 17 سنة لكرة القدم. أما مع النوادي، فقد لعب مع نادي إنترناسيونال.

## روابط خارجية
- أندريغو أوليفيرا دو أراخو على موقع دوري كوريا الجنوبية (الإنجليزية)
- أندريغو أوليفيرا دو أراخو على موقع قاعدة بيانات كرة القدم.إي يو (الإنجليزية)
- أندريغو أوليفيرا دو أراخو على موقع Soccerway.com (الإنجليزية)